# Microserica limbata
Microserica limbata är en skalbaggsart som beskrevs av Brenske 1894. Microserica limbata ingår i släktet Microserica och familjen Melolonthidae. Inga underarter finns listade i Catalogue of Life.